# Musica Antiqua Köln
Musica Antiqua Köln foi um grupo alemão de revivalismo da música antiga de fama mundial.
Foi fundado em 1973 em Colônia por Reinhard Goebel, junto com companheiros estudantes do Conservatório de Colônia. O grupo passou por várias transformações desde que foi formado como grupo de câmara, chegando a se constituir em uma orquestra. Começou a chamar maior atenção após sua apresentação no Queen Elizabeth Hall de Londres em 1979. Aclamado internacionalmente, considerado um dos mais notáveis em seu gênero, foi "uma força dominante no movimento de performances históricas por mais de trinta anos", nas palavras de Laura Osterlund, "estabelecendo uma presença internacional e um padrão para a interpretação do repertório barroco", e "emparelhando a proficiência técnica com a pesquisa musicológica".
Elogiado pelo rigor, força e engenhosidade de suas interpretações, pela articulação clara e precisa, pela disciplina e pela base em sólida pesquisa, o Musica Antiqua realizou numerosas excursões pelos quatro continentes e produziu extensa discografia, que recebeu várias premiações, com destaque para o Grand Prix International du Disque (várias vezes), o Prêmio Gramophone (várias vezes), o Diapason d’or, o Prêmio Buxtehude da cidade de Bremen, o Prêmio da Crítica Fonográfica Alemã, o Prêmio Caecilia, e o título de "Artistas do Ano" da Deutsche Phonoakademie (1981). Dissolveu-se em 2006, após a retirada de Goebel devido a problemas de saúde.